# Édouard Jean de Rouillé
Édouard Jean de Rouillé, né à Ormeignies le 6 octobre 1865 et mort à Bruxelles le 17 septembre 1938, est un homme politique belge.

## Fonctions et mandats
- Membre de la Chambre des représentants de Belgique : 1892-1898
- Échevin d'Ormeignies : 1903-1911
- Conseiller provincial de Hainaut : 1903-1912

## Sources
- Paul VAN MOLLE, Het Belgisch Parlement, 1894-1972, Antwerpen, 1972.
- Jean-Luc DE PAEPE & Christiane RAINDORF-GERARD, Le Parlement belge, 1831-1894. Doneées biographiques, Brussel, 1996.
- Oscar COOMANS DE BRACHÈNE, État présent de la noblesse belge, Annuaire 1997, Brussel, 1996.

- Ressource relative à plusieurs domaines :   - ODIS